# Unione Sportiva Ivrea Calcio 2007-2008
Questa pagina raccoglie le informazioni riguardanti l'Unione Sportiva Ivrea Calcio nelle competizioni ufficiali della stagione 2007-2008.

## Rosa
| N. |                    | Ruolo | Calciatore              |
| -- | ------------------ | ----- | ----------------------- |
|    | Italia (bandiera)  | C     | Marco Andreotti         |
|    | Italia (bandiera)  | A     | Thomas Bachlechner      |
|    | Italia (bandiera)  | C     | Matteo Baldi            |
|    | Italia (bandiera)  | A     | Cristian Bertani        |
|    | Italia (bandiera)  | P     | Alessandro Boccolini    |
|    | Italia (bandiera)  | P     | Alessandro Caparco      |
|    | Italia (bandiera)  | A     | Luca Corradi            |
|    | Italia (bandiera)  | D     | Luca Della Maggiora     |
|    | Italia (bandiera)  | A     | Ernesto Luca Fiumicelli |
|    | Italia (bandiera)  | D     | Davide Galli            |
|    | Italia (bandiera)  | D     | Claudio Grancitelli     |
|    | Italia (bandiera)  | D     | Federico Lazzeri        |
|    | Italia (bandiera)  | C     | Francesco Marfia        |
|    | Brasile (bandiera) | C     | Daniel Minorelli        |

| N. |                   | Ruolo | Calciatore            |
| -- | ----------------- | ----- | --------------------- |
|    | Italia (bandiera) | C     | Giovanni Motta        |
|    | Italia (bandiera) | D     | Tommaso Movilli       |
|    | Italia (bandiera) | C     | Nicolò Munari         |
|    | Italia (bandiera) | D     | Stefano Murante       |
|    | Italia (bandiera) | P     | Riccardo Nebiolo      |
|    | Italia (bandiera) | C     | Gianluca Nicco        |
|    | Italia (bandiera) | C     | Alessandro Pontarollo |
|    | Italia (bandiera) | A     | Riccardo Rabbi        |
|    | Italia (bandiera) | C     | Andrea Rosso          |
|    | Italia (bandiera) | D     | Alessandro Turone     |
|    | Italia (bandiera) | D     | Filippo Vianello      |
|    | Italia (bandiera) | A     | Domenico Volpato      |
|    | Italia (bandiera) | A     | Alex Zaltron          |